# Bärentreiben

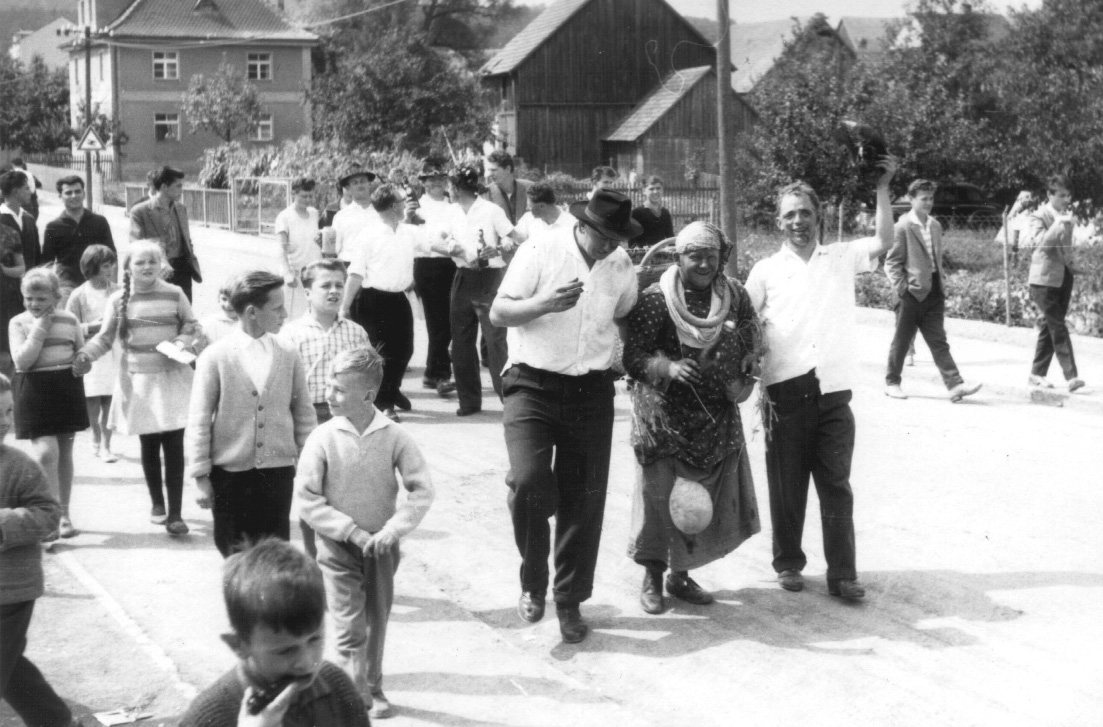
Bärentreiben 1961 in Raigering

Bärentreiben  ist ein in vielen Orten der Oberpfalz, insbesondere im Landkreis Amberg-Sulzbach, und anderswo verbreiteter Heischebrauch, bei dem in der Regel am Montag des Kirchweih-Wochenendes ein als Bär verkleideter junger Mann in der betreffenden Ortschaft sein Unwesen treibt. In vielen Ortschaften wird der Bär begleitet von anderen Gestalten wie einem Treiber, einer „Sau“ oder einer „Hexe“.

## Benennung
Der Begriff „Bär“ hat nichts mit einem Braun- oder Eisbären zu tun. Vielmehr zielt der Begriff ab auf den Begriff aus dem Dialekt für das männliche Hausschwein, das ebenfalls als „Bär“ bezeichnet wird.
Wegen der weiten Verbreitung des Bärentreibens und ihrer jeweiligen lokalen Besonderheiten haben sich in den regionalen Dialekten verschiedene Bezeichnungen eingebürgert. In der südöstlichen Ecke der Oberpfalz wird die „Kirchweih“ als „Kiada“ bezeichnet, was sich vom bayerischen Kennwort „Kirchtag“ ableitet. Der Bär heißt dort deswegen auch Kiadabär. In der restlichen Oberpfalz heißt der Bär dann Kirwabär vom Dialekt-Wort „Kirwa“, welches sich von der ostfränkischen Bezeichnung „Kirchweih“ ableitet.
In Franken wiederum gibt es dann neben Bärentreiben auch noch den Begriff Kerwabärtreiben.

## Ablauf

### Auswahl des Kirwabären
In vielen Ortschaften gibt es spezielle Rituale, um den Kirwabären und seine Begleiter auszuwählen:
- In Ursensollen wird der junge Mann der Kirwabär, der am Montag des Kirchweih-Wochenendes als letztes das Dorfwirtshaus betritt.[5]
- In Freudenberg wechselt die Rolle des Kirwabären mehrmals am Tag.[2]

### Verkleiden des Kirwabären
Auch die Verkleidung des Kirwabären ist individuell von Ort zu Ort unterschiedlich:
- In Raigering ist der Kirwabär schwarz bemalt und mit Gummistiefeln, Schürze, Kopftuch, Schweineblase, Kuhschwanz und der „Kirm“ bekleidet.[6]
- Vor 1949 bestand der Kirwabär in Freudenberg aus einem Eselskopf und einem umgehängten Schaffell. 1949 kam ein Fotograf durch Freudenberg, der ein Eisbärenfell mit sich führte, um Leute mit diesem zu fotografierten. Die Freudenberger kauften dem Fotografen dieses Fell ab und nutzten es bis 1978 als Verkleidung für den Kirwabären.[1] 1979 wurde es durch ein neues ersetzt.[7]
- In Aschach, Gemeinde Freudenberg, trägt der Kirwabär ein umgegürtetes Schaffell und wird von zwei in weiß und mit einer Kirm gekleideten Kirwasauen begleitet.[8]
- In Köfering trägt der Kirwabär ein schwarzes Bärenkostüm und eine Art Eisenkrone auf dem Kopf, zudem wird er durch eine um seinen Bauch geschlungene Metallkette durchs Dorf geführt. Begleitet wird der Kirwabär noch von einer mit einem Dirndl, einer Perücke mit Zöpfen, einem Kopftuch und mit Pantoffeln und Kniestrümpfen bekleideten Kirwahex.[9]

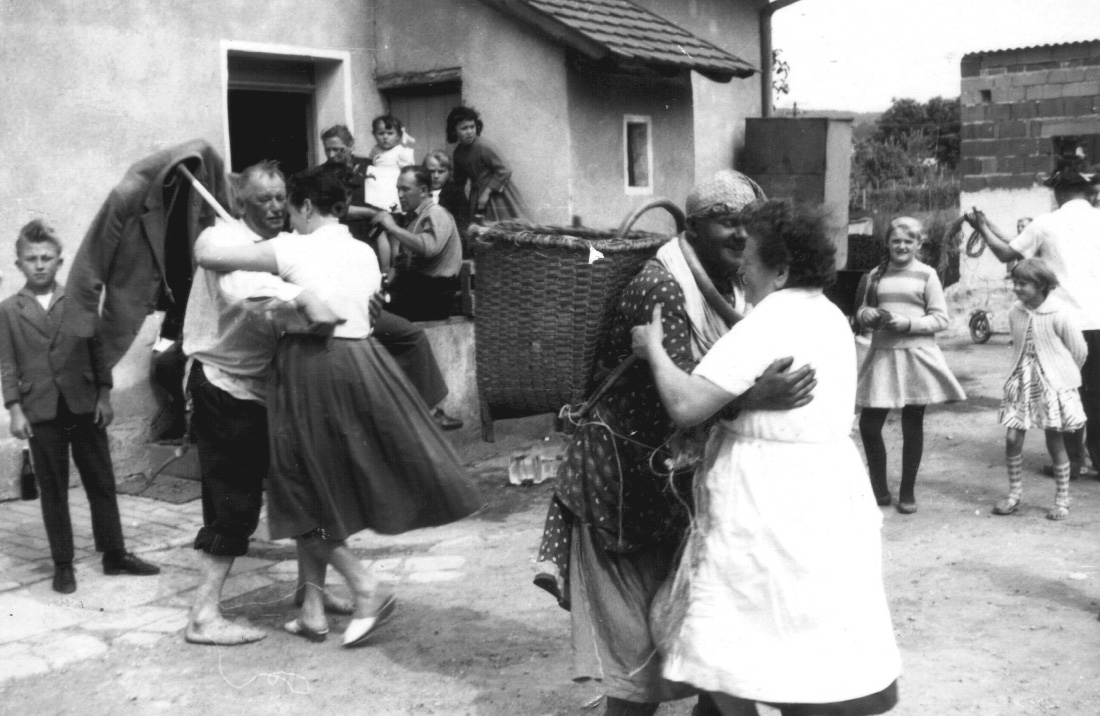
Beim Bärentreiben 1961 in Raigering tanzt der Bär mit einer Hausherrin

### Kirwabärtreiben
Beim eigentlichen Kirwabärtreiben zieht der Kirwabär meist mit Musik durch das Dorf. In manchen Orten ist er begleitet von einem oder mehreren Treibern, die die Aufgabe haben, den Kirwabären zu zähmen, einer Kirwahex oder einer Kirwasau. Häufig tanzt der Kirwabär dann mit der Hausherrin. Tradition ist es teilweise auch, dass junge Männer den Kirwabären auf offener Straße zu einem Ringkampf herausfordern.

#### Schmier
In der Regel führt der Kirwabär die sogenannte „Schmier“ mit sich, mit dem er den Kirwabären begleitende Kinder oder Passanten schwärzt. Hauptbestandteil der Schmier ist in der Regel Ruß. Dieser wird häufig vermischt mit verschiedensten Zutaten, beispielsweise Fett, Bier oder Schuhcreme. Eine Besonderheit gibt es in Lintach. Dort verwendet der Kirwabär als Schmier anstatt eines Rußgemisches roten Lippenstift.